# De Pakkerij

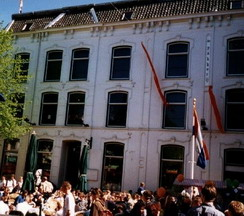
De Pakkerij

De Pakkerij is een historisch pand op de Oude Markt in de Nederlandse stad Enschede.
De Pakkerij heeft in haar geschiedenis dienstgedaan als opslagpand voor de textielfabrieken van Van Heek. Daarna is het pand van de firma Polaroid geweest.
Momenteel dient het al huisvesting voor een viertal studentenverenigingen van de Universiteit Twente, namelijk DSCC/DJCR "Audentis et Virtutis", A.S.V. Taste, AEGEE-Enschede en C.S.V. Alpha.
Ook is P.K.v.V. Fact er gevestigd, de Plaatselijke Kamer van Verenigingen van Enschede.